# Felipe Avenatti
Felipe Nicolás Avenatti, meglio noto come Felipe Avenatti (Montevideo, 26 aprile 1993), è un calciatore uruguaiano, attaccante del Peñarol.

## Caratteristiche tecniche
Ricopre il ruolo di prima punta, con buoni risultati grazie al fisico imponente. Mancino puro, oltre a essere prezioso sul fronte offensivo, è capace di mettersi al servizio della squadra in fase difensiva.

## Carriera

### Club

#### River Plate di Montevideo
Ha debuttato nella prima squadra del Club Atlético River Plate nella stagione 2011-2012, segnando 1 gol in 5 presenze,nel girone di clausura. Nella stagione 2012-2013 esordisce con una doppietta contro la Juventud de Las Piedras, ripetendosi il 25 maggio 2013 con un'altra doppietta nel 5-0 contro il Central Espanol, permettendo alla sua squadra di qualificarsi alla Copa Sudamericana. Conclude la sua seconda stagione con 29 presenze e 11 reti.

#### Ternana
Il 21 agosto 2013 viene acquistato a titolo definitivo dalla Ternana per 4 milioni di euro (che ne fanno l'acquisto più costoso nella storia del club umbro). Segna la sua prima rete con i rossoverdi e in Serie B il successivo 17 novembre contro il Pescara (partita vinta 2-1 dai biancazzurri). La prima stagione a Terni si rivela abbastanza deludente, chiusa con 25 presenze e 2 gol.
La stagione 2014-2015, si apre nei migliori dei modi, con una doppietta al Catanzaro in Coppa Italia che regala alle Fere il passaggio al turno successivo. In campionato segnerà, alla prima giornata, la rete del 2-0 contro il Crotone. La stagione comincia bene, e tra le reti più importanti c'è quella che realizza nel derby umbro del 22 novembre 2014 contro il Perugia; gioia che dura però circa una settimana poiché la Lega B, dopo aver dato in un primo momento la marcatura a lui, torna sui suoi passi assegnandola al compagno di squadra César Falletti. Tale gol, comunque, porterà la partita sul risultato definitivo di 2-2.
Conclude la seconda stagione in rossoverde con 11 reti in 37 partite, e 2 presenze e 2 reti in Coppa Italia, contribuendo alla salvezza della squadra umbra.
Nelle prime uscite in Coppa Italia 2015-2016 va in rete contro il Bassano Virtus, il 9 agosto 2015. Per il primo gol in campionato deve attendere l'ottava giornata, nel 3-0 dei rossoverdi a discapito del Bari, partita dove serve anche un assist. Conclude la terza stagione in rossoverde con 35 presenze e 5 reti.

#### Bologna
Rimasto svincolato, si accorda con lo Sp. Luqueño, che il 27 agosto 2017 lo cede a titolo temporaneo al Bologna; in seguito alle visite mediche svolte coi felsinei gli vengono riscontrati dei problemi alle vie respiratorie che lo costringono ad interrompere l'attività agonistica. Tuttavia, in attesa di ulteriori accertamenti il 30 agosto 2017 viene ufficializzato il suo acquisto. Il 7 dicembre 2017 ottiene il certificato di idoneità agonistica, potendo così ritornare ad allenarsi regolarmente.
Esordisce con la maglia del Bologna ed in serie A il 4 febbraio 2018, subentrando ad Andrea Poli durante il secondo tempo della gara di campionato tra Bologna e Fiorentina. Conclude la stagione con il club felsineo con 11 presenze e nessuna rete.

#### Kortrijk
Il 20 agosto 2018 passa in prestito fino al termine della stagione al Kortrijk club della massima serie belga. Esordisce in campionato il 25 agosto segnando subito il gol che consente alla propria squadra di vincere per 2-0 sullo Charleroi. Termina la stagione con 15 reti in 29 partite.

#### Standard Liegi
Il 20 luglio 2019 viene acquistato per 5 milioni di euro dallo Standard Liegi con cui firma un contratto triennale. La parentesi nella squadra belga non è delle migliori con solo 3 reti in 28 partite di campionato (la maggior parte da subentrato) e il 9 gennaio 2021 viene mandato ad allenarsi con la squadra Under 23 per recuperare una migliore forma fisica. Il 13 gennaio 2021 lo Standard cede il giocatore per un milione al FC Cartagena squadra della Segunda Division Spagnola, ma il giocatore rifiuterà questa opportunità di trasferimento. Dopo aver rifiutato anche il prestito al Rochdale viene escluso dalla lista giocatori per il campionato, venendo di fatto relegato fuori rosa.

#### Prestiti ad Anversa, Union Saint-Gilloise e Beerschot
Il 28 gennaio 2021 viene ceduto in prestito con diritto di riscatto fissato a 2 milioni di euro all'Anversa. Colleziona solo 8 presenze a causa di un infortunio alla spalla e andando in rete in una circostanza soltanto, in Europa League. A fine anno non viene riscattato.
Il 2 luglio 2021 si trasferisce in prestito con diritto di riscatto fissato ad un milione di euro all'Union Saint-Gilloise.
Il 5 gennaio 2022 viene ceduto in prestito al Beerschot VA.
Una volta terminato anche questo prestito, fa ritorno allo Standard e il 17 agosto dello stesso anno rescinde il proprio contratto con il club belga.

#### Ritorno al Kortrijk e ritorno in patria
Il 18 agosto 2022 torna al Kortrijk con cui firma un contratto biennale.
Il 13 agosto 2024 ritorna in patria al Penarol per 500.000 euro, con cui si accorda per un contratto biennale.

### Nazionale
Ha fatto parte della nazionale di calcio dell'Uruguay Under-20.
Nell'estate 2013 disputa il Mondiale under 20 in Turchia. Segna il suo primo gol nei quarti di finale contro la Spagna al minuto 103, entrando dalla panchina e regalando così il passaggio in semifinale alla sua nazionale.

## Statistiche

### Presenze e reti nei club
Statistiche aggiornate al 5 aprile 2025.
| Stagione              | Squadra               | Campionato            | Campionato | Campionato | Coppe nazionali | Coppe nazionali | Coppe nazionali | Coppe continentali | Coppe continentali | Coppe continentali | Altre coppe | Altre coppe | Altre coppe | Totale | Totale |
| Stagione              | Squadra               | Comp                  | Pres       | Reti       | Comp            | Pres            | Reti            | Comp               | Pres               | Reti               | Comp        | Pres        | Reti        | Pres   | Reti   |
| --------------------- | --------------------- | --------------------- | ---------- | ---------- | --------------- | --------------- | --------------- | ------------------ | ------------------ | ------------------ | ----------- | ----------- | ----------- | ------ | ------ |
| 2011-2012             | River Plate           | PD                    | 5          | 1          | -               | -               | -               | -                  | -                  | -                  | -           | -           | -           | 5      | 1      |
| 2012-2013             | River Plate           | PD                    | 29         | 11         | -               | -               | -               | -                  | -                  | -                  |             | -           | -           | 29     | 11     |
| Totale River Plate    | Totale River Plate    | Totale River Plate    | 34         | 12         |                 | -               | -               |                    | -                  | -                  |             | -           | -           | 34     | 12     |
| 2013-2014             | Ternana               | B                     | 25         | 2          | CI              | 0               | 0               | -                  | -                  | -                  | -           | -           | -           | 25     | 2      |
| 2014-2015             | Ternana               | B                     | 37         | 11         | CI              | 2               | 2               | -                  | -                  | -                  | -           | -           | -           | 39     | 13     |
| 2015-2016             | Ternana               | B                     | 35         | 5          | CI              | 2               | 1               | -                  | -                  | -                  | -           | -           | -           | 37     | 6      |
| 2016-2017             | Ternana               | B                     | 40         | 12         | CI              | 0               | 0               | -                  | -                  | -                  | -           | -           | -           | 40     | 12     |
| Totale Ternana        | Totale Ternana        | Totale Ternana        | 137        | 30         |                 | 4               | 3               |                    | -                  | -                  |             | -           | -           | 141    | 33     |
| 2017-2018             | Bologna               | A                     | 11         | 0          | CI              | 0               | 0               | -                  | -                  | -                  | -           | -           | -           | 11     | 0      |
| 2018-2019             | Kortrijk              | D1                    | 29         | 15         | CB              | 3               | 0               | -                  | -                  | -                  | -           | -           | -           | 32     | 15     |
| 2019-2020             | Standard Liegi        | D1                    | 18         | 2          | CB              | 3               | 0               | UEL                | 3                  | 0                  | -           | -           | -           | 24     | 2      |
| 2020-gen. 2021        | Standard Liegi        | D1                    | 10         | 1          | CB              | 0               | 0               | UEL                | 6                  | 2                  | -           | -           | -           | 12     | 3      |
| Totale Standard Liegi | Totale Standard Liegi | Totale Standard Liegi | 28         | 3          |                 | 3               | 0               |                    | 9                  | 2                  |             | -           | -           | 40     | 5      |
| gen.-giu. 2021        | Anversa               | D1                    | 4          | 0          | CB              | 2               | 0               | UEL                | 2                  | 1                  | -           | -           | -           | 8      | 1      |
| 2021-gen. 2022        | Union Saint-Gilloise  | D1                    | 14         | 0          | CB              | 2               | 1               | -                  | -                  | -                  | -           | -           | -           | 16     | 1      |
| gen.-giu. 2022        | Beerschot             | D1                    | 9          | 1          | CB              | 0               | 0               | -                  | -                  | -                  | -           | -           | -           | 9      | 1      |
| 2022-2023             | Kortrijk              | D1                    | 28         | 7          | CB              | 3               | 1               | -                  | -                  | -                  | -           | -           | -           | 31     | 8      |
| 2023-2024             | Kortrijk              | D1                    | 35         | 3          | CB              | 1               | 0               | -                  | -                  | -                  | -           | -           | -           | 36     | 3      |
| Totale Kortrijk       | Totale Kortrijk       | Totale Kortrijk       | 92         | 25         |                 | 7               | 1               |                    | -                  | -                  |             | -           | -           | 99     | 26     |
| 2024                  | Peñarol               | PD                    | 6          | 1          | CU              | 0               | 0               | CL                 | 2                  | 0                  | -           | -           | -           | 8      | 1      |
| 2025                  | Peñarol               | PD                    | 4          | 0          | CU              | 0               | 0               | CL                 | 0                  | 0                  | SU          | 1           | 0           | 5      | 0      |
| Totale Peñarol        | Totale Peñarol        | Totale Peñarol        | 10         | 1          |                 | 0               | 0               |                    | 2                  | 0                  |             | 1           | 0           | 13     | 1      |
| Totale carriera       | Totale carriera       | Totale carriera       | 339        | 72         |                 | 18              | 5               |                    | 13                 | 3                  |             | 1           | 0           | 371    | 80     |

## Palmarès

### Club

#### Competizioni nazionali
- Campionato uruguaiano: 1

Peñarol: 2024